# 陳菊
陳菊（1950年6月10日—），中華民國政治人物，生於宜蘭縣三星鄉，現任監察院院長兼國家人權委員會主任委員，曾任總統府秘書長、高雄市市長、行政院勞工委員會主任委員、臺北市政府與高雄市政府社會局局長及東亞人權協會理事。
1969年，陳菊擔任黨外運動發起人，並為時任臺灣省議員郭雨新的秘書，開始參與政治活動。1979年，在美麗島事件中成為政治犯，當時曾一度被中國國民黨以「叛亂罪」起訴，該罪的唯一刑罰為死刑，因此寫下《給台灣人民的遺書》。後在國際壓力下，當局改判有期徒刑，在監獄服刑六年多後獲釋。1986年，民主進步黨宣布成立，她成為創黨元老之一。之後，陳菊在1994年獲時任臺北市市長陳水扁任用為臺北市政府社會局局長；1998年獲高雄市市長謝長廷延攬為高雄市政府社會局局長。
2000年起，陳菊進入中央擔任行政院勞工委員會主任委員，至2005年辭職。翌年，以些微差距當選高雄市（合併前直轄市）第9任（民選第4任）市長，後於2010年高雄縣市合併改制直轄市選舉中當選為合併後的首屆市長。2014年獲得99萬票，為競選對手楊秋興得票數超過兩倍，且為當次選舉得票數最高的地方首長，順利連任。就高雄市（合併前直轄市）11個市轄區而言，陳菊在高雄市執政長達十二年，為中華民國地方自治史上，僅次於黃敏惠與胡志強，連續擔任同一地區的地方首長期間第三長者。
2018年4月，陳菊受邀入總統府擔任總統府秘書長，至2020年5月17日請辭。同年6月，獲提名出任監察院院長，翌月提名案獲立法院通過，晉身五院院長行列。民進黨中央也比照中央選舉委員會主任委員李進勇模式，依規定暫時註銷黨籍。

## 家庭背景
陳菊在家中五位兄弟姊妹中排行第二，上有一位姊姊（立法委員李昆澤的媽媽）。其五弟陳武雄在宜蘭縣三星鄉種梨維生，於2014年8月22日因罹癌逝世。其另一胞弟曾遭時任立法委員邱毅與台北市議員林瑞圖指控介入高雄市政，更介入南部公共工程圍標，其後高雄地院於2013年12月24日審理結案，依誹謗罪判處邱毅1年有期徒刑、林瑞圖10個月有期徒刑。

## 早年經歷

### 台灣省參議會參議員秘書
1969年，陳菊於從世新專校畢業後，擔任台灣省議會議員郭雨新的秘書，郭雨新當時是中國青年黨籍，陳菊也因此加入過中國青年黨。陳菊在擔任郭雨新秘書時，成為黨外對美的重要角色，將許多國內的消息傳達給美國，是美國掌握台灣國情的重要管道，當時被稱作是一個黨外小妹。也因此在後來發生美麗島事件時，美方以相當程度的介入，才使得陳菊免一死罪。

### 美麗島事件
1979年，擔任美麗島雜誌社編輯委員。
1979年12月10日，世界人權日紀念活動所衍生的美麗島事件，導致陳菊12月13日被逮捕。
1980年1月，當時29歲已知將受唯一死刑叛亂罪審判的政治犯陳菊在獄中寫下給台灣人民的遺書「願所有受苦、被受縛、被壓迫的人早日得到解放，願我深愛的故鄉──台灣的人民早日享有真正的公平、平等、自由、民主的生活。祈法律能象徵代表正義，而非只是統治的工具，形同具文愚弄人民。……」等文字。
1980年3月18日，以叛亂罪被起訴。初期仍收容於警總的景美看守所，葉島蕾被捕，才送到專門收容政治犯的土城清水坑「仁愛教育實驗所」（址為今新北市後備指揮部）。服刑六年又兩個月後，在1986年假釋出獄。
1990年，總統李登輝宣布特赦陳菊及其他美麗島事件所有政治受難者。
2019年6月1日，促進轉型正義委員會正式撤銷臺灣戒嚴時期所有政治判決5837條案件，並於第四波刑事有罪判決撤銷名單中將陳菊等美麗島事件受難者的罪名撤銷。

## 早期政治生涯
1991年，陳菊代表高雄市第二選舉區參選國民大會代表並當選。
1994年至1998年，成為陳水扁擔任臺北市市長時期的臺北市政府社會局局長。
1998年至2000年，應高雄市市長謝長廷之邀，任高雄市政府社會局局長。
2000年，取得國立中山大學公共事務碩士。
2000年5月20日，陳菊進入行政院唐飛內閣，擔任行政院勞工委員會主任委員。2005年9月15日因高雄捷運外勞弊案辭職下台。

## 高雄市市長
2006年陳菊在走路工事件影響下險勝當選原高雄市改制前的市長。陳菊最終以1114票（不足0.2%）險勝國民黨候選人黃俊英。
2010年五都大選為高雄縣市合併改制後的首次選舉，於2010年11月27日投開票。陳菊在黨內分裂的情況以82萬1089票、52.8%得票率，擊敗前民進黨籍高雄縣縣長楊秋興與中國國民黨的黃昭順，當選高雄縣市合併後首任市長。
2014年11月29日，陳菊在九合一選舉當中以99萬3300票，68.09%的得票率連任，勝過競選對手楊秋興的45萬0647票。陳菊為該屆選舉當中，全國得票數最高的當選者。其任期持續直至2018年4月被任命為總統府秘書長提前離任為止。
2012年，時任民主進步黨主席蔡英文因為總統大選失利辭去主席職位，陳菊3月1日至5月30日代理該職。

### 公共建設
任內致力於打造高雄為海綿城市，共興建15座滯洪池，理論上蓄洪量達326萬噸。
任內興建凹子底森林公園（98年竣工）、衛武營都會公園（99年竣工）、中都濕地公園（100年竣工）、雙湖森林公園、少康森林公園等大型公園。
與中央合作興建衛武營國家藝術文化中心，為亞洲最大規模的國際級演出場域。
任內最重要的施政為亞洲新灣區，致力打造高雄港接軌國際，並且重新塑造高雄為海洋首都的形象，對高雄港區進行改造，包括過去舊倉區改建為駁二藝術特區，在岸邊興建高雄展覽館及高雄流行音樂中心（原海洋文化及流行音樂中心），引入郵輪進駐高雄，並興建全台第一條環狀輕軌捷運，作為發展高雄觀光的重要運輸工具。

### 大型活動及外交
2009年5月，陳菊以高雄市市長的身份出訪中國大陸，會見 中共中央臺辦主任張志軍、中共北京市委副书记兼北京市市长郭金龙、中国奥委会主席刘鹏和中共上海市委副书记兼上海市市长韩正。
承辦2009年世界運動會，開幕式邀請總統馬英九蒞臨，陳菊利用閉幕式的機會發表演說。
2009年8月26日，陳菊與南部七縣市首長共同邀請第十四世達賴喇嘛來台為八八水災的災民祈福，達賴喇嘛也於8月30日抵達台灣。

### 高雄氣爆災變
2014年7月31日23時至8月1日凌晨間，發生在臺灣高雄市前鎮區與苓雅區的多起石化氣爆炸事件。7月31日約21時，民眾通報疑似有瓦斯洩漏。幾個小時後該區域發生連環爆炸，造成32人死亡、321人受傷，並造成至少包括三多一、二路、凱旋三路、一心一路等多條重要道路嚴重損壞。前高雄市長陳菊市府被前高雄市長韓國瑜市長競選辦公室出面揭露疑似善款遭挪用項目，其中觀光局疑似挪用善款，到日本大阪以推廣觀光為名，行旅遊之實，但經相關機關查證後為烏龍爆料，非事實。2014年氣爆過後，成為陳菊從政的最大考驗，除救災、重建外，更面臨史上最嚴峻的登革熱疫情。

### 慶富案追查
2016年10月7日，高雄市海洋局長王端仁和漁業署官員會晤慶富造船副董陳偉志，協助取得興達港造船廠用地。
2017年11月14日，國民黨立委馬文君接獲爆料錄音，指出2016年10月7日高雄市海洋局長王端仁和漁業署官員會晤慶富造船副董陳偉志。高雄市海洋局長王端仁於14日上午請辭；同日高雄市長陳菊表示，相信王端仁的操守，王端仁在過程中用詞不當，但意在招商，無對價關係，但也同意王端仁負責的態度，先辭職靜待司法調查。
2017年11月16日，高雄市長陳菊表示，內部同仁錄音且外流，已涉及妨礙祕密及公務員倫理問題，已請政風處深入了解與調查。

### 批判台北廠商汙染高雄
2017年11月15日，高雄市副市長許立明在議會上發言台北市一年營利事業銷售額是12兆，但多數生產基地都在外縣市。陳菊認為高雄每年繳1,500億給國庫，「稅繳在北、汙染在南」。

### 人事任命爭議
2020年7月26日，高雄市議員李雅靜發表聲明指出，前高雄市長陳菊當年在中山大學公共事務碩士在職專班論文《植基於勞動人權與勞動競爭力之台灣外勞政策》的口試委員為劉進興和吳濟華，劉是陳菊擔任勞委會主委時的勞委會顧問，2015年擔任高市研考會主委，指導教授吳濟華後來被陳菊延攬擔任高捷董事長。

## 總統府秘書長
2018年3月，總統蔡英文邀任總統府秘書長。
2018年4月2日下午，陳菊在台北主持「2018年第十屆IESF世界電競錦標賽」簽約儀式記者會，陳菊被記者詢問是否有意願接任總統府秘書長，陳菊說：「戰士沒有選擇戰場的權利」。
2018年4月11日上午，蔡英文總統在在「總統府茶會」正式宣布新任總統府秘書長將由高雄市長陳菊接任。
2018年4月23日，正式就任第35任總統府秘書長。
2018年11月24日，民進黨在九合一選舉中失利，陳菊口頭請辭總統府秘書長，稍後總統府表示陳菊已獲慰留。
2020年5月17日，陳菊在第15任總統、副總統就職前宣布辭去總統府秘書長。

### 深澳電廠議題
2018年5月15日，陳菊在三立iNEWS《鄭知道了》節目中表示，不應該把深澳電廠的議題政治化、討好所有人，台灣幾個重要的發電廠都是在高雄，高雄也被認為PM2.5空氣汙染嚴重受害的城市，但高雄的發電常是支援北台灣，汙染卻在高雄，「如果我們都不要，那電從哪來？」

## 監察院院長
獲蔡英文總統提名出任監察院院長，並於6月22日宣布暫時退出民主進步黨。
2020年7月17日，立法院進行監察院長及監察委員人事提名同意案投票，結果以65張同意票、3張反對票、2張無效票，確定由陳菊擔任監察院第6屆院長。

### 機要任用爭議
陳菊甫上任就將監院5個機要秘書缺全部佔滿，甚至5位全部擺在院長辦公室，根據《各機關機要人員進用辦法》規定，各機關的機要人員最多不得超過5人，陳菊上任不到一週就佔滿5人，其中3人是簡任，2人薦任，分別是簡任陳瓊華、簡任謝博任、簡任林伊辰、薦任葉曉岑、以及薦任洪語青，5位前前後後都待過高雄市政府，有些還一路跟著陳菊到總統府，導致院內人質疑，新院長一來就開始放自己人，影響夠資格人員內升的權益。也有人抱怨，設置在監察院下的國家人權委員會，竟然3名簡任組長都對外招聘，而非從監察院內部調任，頗有要安插自己人的意味，尤其院內有資格升簡任的公務員，看了很不是滋味。此外，消息人士透露，7日徵才資訊公開後，竟然只徵到13日就要收件，更有「內定」的嫌疑；既然要對外「廣徵人才」，為什麼收件時間要縮在短短7天？對此，監察院並未否認陳菊辦公室任用5位機要，僅強調所有人事案都依法進用，而任用5位機要是在《各機關機要人員進用辦法》容許的範圍內。監察院強調，由於國家人權委員會是新單位，相關人力都需要額外聘請，且一切都依法行政，絕非因換了院長要補相關派系人馬。

### 烏龍事件
2020年9月22日羅智強收到監察院的函文，要函查他4筆政治獻金因為涉嫌資料不符其中最少的一筆只有306元，並要求在限期7天從8000多筆小額捐款中找出4筆說資料不符，若涉申報不實可罰6萬至120萬元。國民黨10月13日召開「你今天被306了嗎？陳菊東廠踹共道歉」記者會回應此事，經行文台北市民政局查證後，監院所指4筆捐款者「姓名、身分證號全部相符」。羅智強稱連他第一時間都覺得可能有錯，萬萬沒想到陳菊涉及用公權力羅織、構陷，陳菊號稱超黨派，原來是「抄黨派」。

## 個人生活
陳菊視古巴革命領導人切·格瓦拉為偶像和革命導師。她收藏與格瓦拉相關的物品有數十年之久，她的房間裡放著大量格瓦拉的海報與紀念品，還在錢包裡放著一枚刻有格瓦拉肖像的古巴鎳幣。每次出國，她總會特地前往書店或販售拉丁美洲商品的店鋪，尋找與格瓦拉相關的紀念品；朋友們若在國外看到格瓦拉的周邊，也常會特意買下送給她。她甚至不惜花費巨資，購入一張尺寸覆蓋整面牆的大型格瓦拉海報。對她而言，格瓦拉是理想的化身，象徵著對正義與公平的追求與嚮往。2012年，陳菊率領高雄市政府參訪團前往古巴考察有機農業，打算要順道拜訪格瓦拉位於聖克拉拉的陵墓；但是，在歷經近30小時飛行抵達哈瓦那機場時，卻因持有的是一般簽證，意外遭到古巴海關拒絕入境。

## 公眾形象
陳菊本人的聲線較為低厚，早年曾在民進黨選舉造勢場合多次擔任主持工作。
2019年電視劇《自由的向望》中，其角色由鄭慕岑飾演。陳菊在宇宙人2009年歌曲〈要去高雄〉音樂錄影帶、2010年電視劇《倪亞達》中客串自己。

## 選舉紀錄
| 年度 | 選舉屆數               | 選舉區                  | 所屬政黨   | 得票數  | 得票率 | 當選標記 | 備註 |
| ---- | ---------------------- | ----------------------- | ---------- | ------- | ------ | -------- | ---- |
| 1991 | 第二屆國民大會代表選舉 | 高雄市第二選舉區        | 民主進步黨 | 24,785  | 8.69%  |          |      |
| 2006 | 第四屆高雄市市長選舉   | 高雄市 （合併前直轄市） | 民主進步黨 | 379,417 | 49.41% |          |      |
| 2010 | 第一屆高雄市市長選舉   | 高雄市                  | 民主進步黨 | 821,089 | 52.8%  |          |      |
| 2014 | 第二屆高雄市市長選舉   | 高雄市                  | 民主進步黨 | 993,300 | 68.09% |          |      |

## 相關書籍
- 《花媽心內話：陳菊4000天》

## 外部連結
- 陳菊(花媽)的Facebook專頁
- 中華民國監察院院長 （页面存档备份，存于）
- 台灣大百科全書 - 陳菊 （页面存档备份，存于）

| 中華民國政府職務                   | 中華民國政府職務                                             | 中華民國政府職務                   |
| ---------------------------------- | ------------------------------------------------------------ | ---------------------------------- |
| 行政院                             |                                                              |                                    |
| 前任： 詹火生                      | 行政院勞工委員會主任委員 第六任 2000年5月20日－2005年9月19日 | 繼任： 李應元                      |
| 高雄市政府（縣市合併前）           |                                                              |                                    |
| 前任： 葉菊蘭（代理） 正任：謝長廷 | 高雄市市長 直轄市民選第四屆 2006年12月25日－2010年12月25日   | 末任 （與高雄縣合併）              |
| 高雄市政府（縣市合併後）           |                                                              |                                    |
| 新頭銜                             | 高雄市市長 第一、二屆 2010年12月25日－2018年4月22日          | 繼任： 許立明（代理） 正任：韓國瑜 |
| 中華民國總統府                     |                                                              |                                    |
| 前任： 劉建忻（代理） 正任：吳釗燮 | 總統府秘書長 第三十五任 2018年4月23日－2020年5月19日         | 繼任： 蘇嘉全                      |
| 監察院                             |                                                              |                                    |
| 前任： 張博雅                      | 監察院院長 第十任 2020年8月1日－                             | 現任                               |
| 政党职务                           |                                                              |                                    |
| 民主進步黨                         |                                                              |                                    |
| 前任： 蔡英文                      | 民主進步黨主席 代理 2012年2月29日－2012年5月30日             | 繼任： 蘇貞昌                      |